# Cantón de San Galo
El cantón de San Galo (SG, en alemán: Sankt Gallen; en francés: Saint-Gall; en italiano: San Gallo; en romanche, Sogn Gagl) es un cantón suizo situado en la región de la Suiza alemana. Se encuentra en el nordeste de Suiza, tiene una superficie de 2.026 km² y una población de 518.104 habitantes en 2018. La capital cantonal es San Galo.

## Geografía

### Ubicación
El cantón está ubicado en el nordeste de Suiza, limita al norte con el Lago de Constanza (Bodensee) y Alemania. Al este se halla el valle del Rin. Al lado contrario de este se encuentran Austria y Liechtenstein. Al sur limita con los cantones de Grisones, Glaris y Schwyz. Al oeste se halla el cantón de Zúrich y al norte el cantón de Turgovia.
Los dos semicantones de Appenzell Rodas Interiores y Appenzell Rodas Exteriores están rodeados completamente por el territorio del cantón de San Galo.

### Montañas, ríos y lagos
La montaña más alta del cantón es el Ringelspitz (Pico del anillo) con una altura de 3247 metros. Más conocido podría ser sin embargo el  Säntis con una altura de 2502 metro. Su punto más bajo es de 395 metros por encima del Lago de Constanza (Bodensee). Los mayores lagos del cantón son el lago de Constanza, el lago de Zurich y el lago de Walen. No obstante cabe recalcar que ninguno de ellos se encuentra completamente en territorio del cantón de San Galo. El lago más grande situado completamente en territorio de este cantón es el pantano de lago de Gigerwald.
Los ríos más importantes son e Rin, el Thur, el Linth, el Sitter y el Seez.

## Población

### Demografía
A 31 de diciembre de 2018 el número de habitantes en el cantón de San Galo ascendía de 510.670. La densidad de población era de 258,7 habitantes por km² (año 2017). El porcentaje de extranjeros residentes (dados de alta y sin derecho a voto) es del 24,4 % (año 2019). El porcentaje de paro asciende al 2,6 % (valor estimado en 2020).

### Idiomas
El idioma oficial en el cantón de San Galo es el alemán, mientras que el idioma común es el suizo (alemán de Suiza).
En 2012, el 89,3% de la población hablaba alemán, el 3,6% italiano y el 1,2% francés. No se facilitó información sobre el idioma romanche. El inglés fue citado como la lengua principal del 2,5 % de la población.
Debido a la heterogeneidad de la composición del cantón a través del expediente de mediación de 1803, existen en el cantón de San Galo diferentes dialectos, como el del valle del Rin, el San Galler, el Toggenburger o el dialecto de Sargans.
Hasta la Edad Media, en las zonas meridionales del cantón de San Galo se hablaba romanche. Por este motivo, muchas denominaciones geográficas (localidades, montañas, acuíferos) que se encuentran en esta zona, son de origen romano. En la actualidad, los dialectos suizos siguen teniendo un acento romano (Sarganserland y Werdenberg).

### Nacionalidades
| Procedencia          | 2000  | 2010  |
| -------------------- | ----- | ----- |
| Suiza                | 80,43 | 78,17 |
| Alemania             | 1,86  | 4,43  |
| Serbia · Montenegro  | 4,31  | 4,02  |
| Italia               | 3,49  | 2,74  |
| Macedonia del Norte  | 1,60  | 1,93  |
| Austria              | 1,12  | 1,41  |
| Turquía              | 1,42  | 1,03  |
| Bosnia y Herzegovina | 1,37  | 1,03  |
| Portugal             | 0,56  | 0,84  |

## Historia

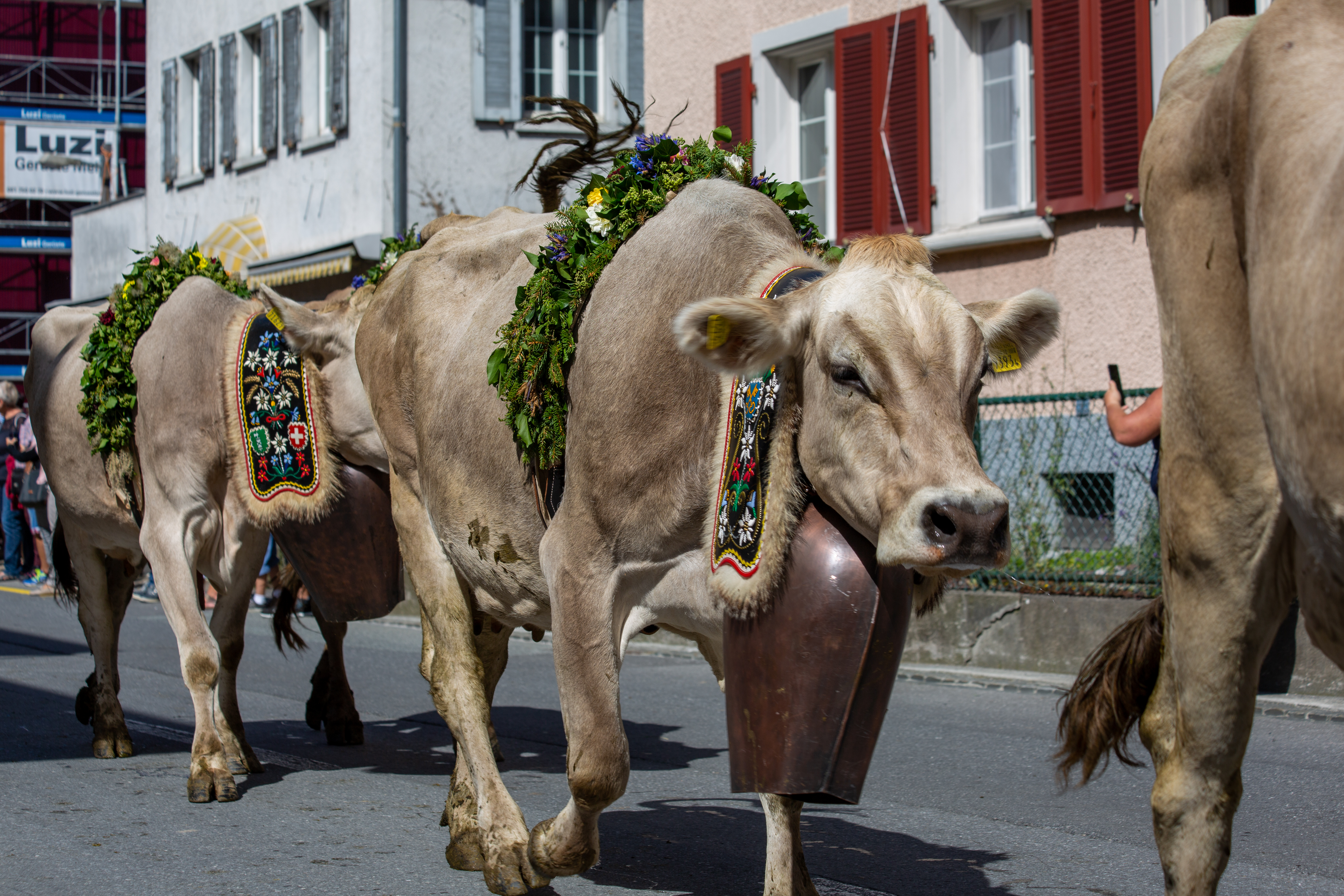
Almabtrieb en Mels en 2019.

El cantón de San Galo fue establecido en 1803 a petición del diputado helvético Karl Müller-Friedberg, por orden de Napoleón Bonaparte. El cantón es el resultado de la fusión de los cantones helvéticos de Linth y Säntis, restando los cantones de Glaris y Appenzell (Rodas Exteriores y Rodas Interiores).
El joven cantón se dotó en 1803 y en 1814 de las primeras constituciones de cantones y en la época post-napoleónica se enfrentó a las reivindicaciones territoriales del antiguo príncipe-obispo de San Galo, Pankraz Vorster, por una parte, y las regiones separatistas, por otra.
En la Constitución de 1814, debido a la heterogeneidad sectaria del cantón, las cuestiones de las iglesias, los matrimonios y las escuelas no se transfirieron al Estado, sino a las poblaciones católicas y reformadas, De modo que además del Consejo Legislativo General (hoy Consejo de Cantones), requerido por ley, también se introdujo un Gran Consejo Católico y un Gran Consejo reformado.
En 1831 se introdujo una Constitución representativa y democrática que, con el «veto popular», tenía ya sus primeras características directamente democráticas y sustituía al anterior régimen oligárquico. En 1861, el Estado se hizo cargo de la escuela eclesiástica, que hasta entonces había sido objeto de fuertes disputas. La fuerte sectarización del cantón de San Galo estuvieron muy marcados hasta bien entrado el siglo XX. En 1875, el «veto popular» fue sustituido por el referendo facultativo (derecho del pueblo a legislar).
La Constitución de 1890 modernizó los derechos del pueblo con la introducción de la Iniciativa popular (derecho del pueblo a proponer leyes), facilitando la celebración del referéndum y las elecciones del Gobierno. Esta ley fundamental se aplicó, con muchas modificaciones, hasta la adopción de la actual Constitución de 2001, que en primer lugar resumió las numerosas innovaciones constitucionales de los últimos cien años y concluyó la reorganización del cantón.
El derecho a voto, así como el derecho a voto de las mujeres, se introdujo en San Galo en 1972 a nivel cantonal y municipal.

## Economía
La actividad agrícola consiste básicamente en la cría de ganado y la producción de quesos en el área de la montaña. En la planicie predomina la producción de frutas y vinos, aunque existe también la ganadería. 
La industria cantonal comprende: óptica, pirotécnica, química y farmacéutica. El turismo desempeña un papel importante en muchos lugares vacacionales, como las fuentes termales de Bad Ragaz y un gran número de estaciones de invierno. 
Ingresos (en millones de CHF): 18.347

## Distritos
El cantón estaba subdividido en quince distritos, pero a partir de enero de 2003 se repartió en ocho circunscripciones electorales:
- Rheintal (corresponde a la fusión de los distritos de Oberrheintal y Unterrheintal)
- Rorschach (corresponde al distrito de Rorschach)
- San Galo (corresponde a la fusión de los distritos de San Galo y Gossau)
- Sarganserland (corresponde al distrito de Sargans)
- See-Gaster (corresponde a los distritos de See y Gaster)
- Toggenburgo (corresponde a los distritos de Untertoggenburg, Alttoggenburg, Obertoggenburg y Neutoggenburg)
- Werdenberg (corresponde al distrito de Werdenberg)
- Wil (corresponde a los distritos de Wil y Untertoggenburg)

## Ciudades
Ciudades del cantón (con más de 10 000 habitantes):
- San Galo (70.000)
- Rapperswil-Jona (17.061)
- Gossau (16.941)
- Wil (16.443)
- Uzwil (11.997)
- Altstätten (10.372)
- Buchs (10.255)

## Personas destacadas
- Ruth Dreifuss, consejera federal y primera mujer presidente de la confederación.
- Alex Zülle, ex ciclista profesional.
- Paola del Medico, cantante.